# KV Водолея
KV Водолея (лат. KV Aquarii), HD 212600 — двойная затменная переменная звезда (E:) в созвездии Водолея на расстоянии (вычисленном из значения параллакса) приблизительно 608 световых лет (около 187 парсеков) от Солнца. Видимая звёздная величина звезды — от +7,03m до +6,84m.

## Характеристики
Первый компонент — белая звезда спектрального класса A1V. Эффективная температура — около 7917 К.
Второй компонент — жёлто-оранжевый гигант спектрального класса G8/K1III. Удалён на 6,8 угловых секунды.